# Santibáñez de la Sierra
Santibáñez de la Sierra est une commune de la province de Salamanque dans la communauté autonome de Castille-et-León en Espagne.

## Géographie

### Communes limitrophes
|           | Valero, San Esteban de la Sierra |                        |
| Garcibuey | Santibáñez de la Sierra          | Cristóbal de la Sierra |
|           | Molinillo                        |                        |

## Démographie
Évolution démographique depuis 1900
| 1900 | 1910 | 1920 | 1930 | 1940 | 1950 | 1960 | 1970 | 1981 | 1991 | 2000 | 2014 | 2017 | 2019 |
| ---- | ---- | ---- | ---- | ---- | ---- | ---- | ---- | ---- | ---- | ---- | ---- | ---- | ---- |
| 742  | 855  | 782  | 800  | 845  | 750  | 639  | 504  | 344  | 246  | 251  | 197  | 187  | 180  |